# Sybra vittaticollis
Sybra vittaticollis là một loài bọ cánh cứng trong họ Cerambycidae.